# 海軍上校

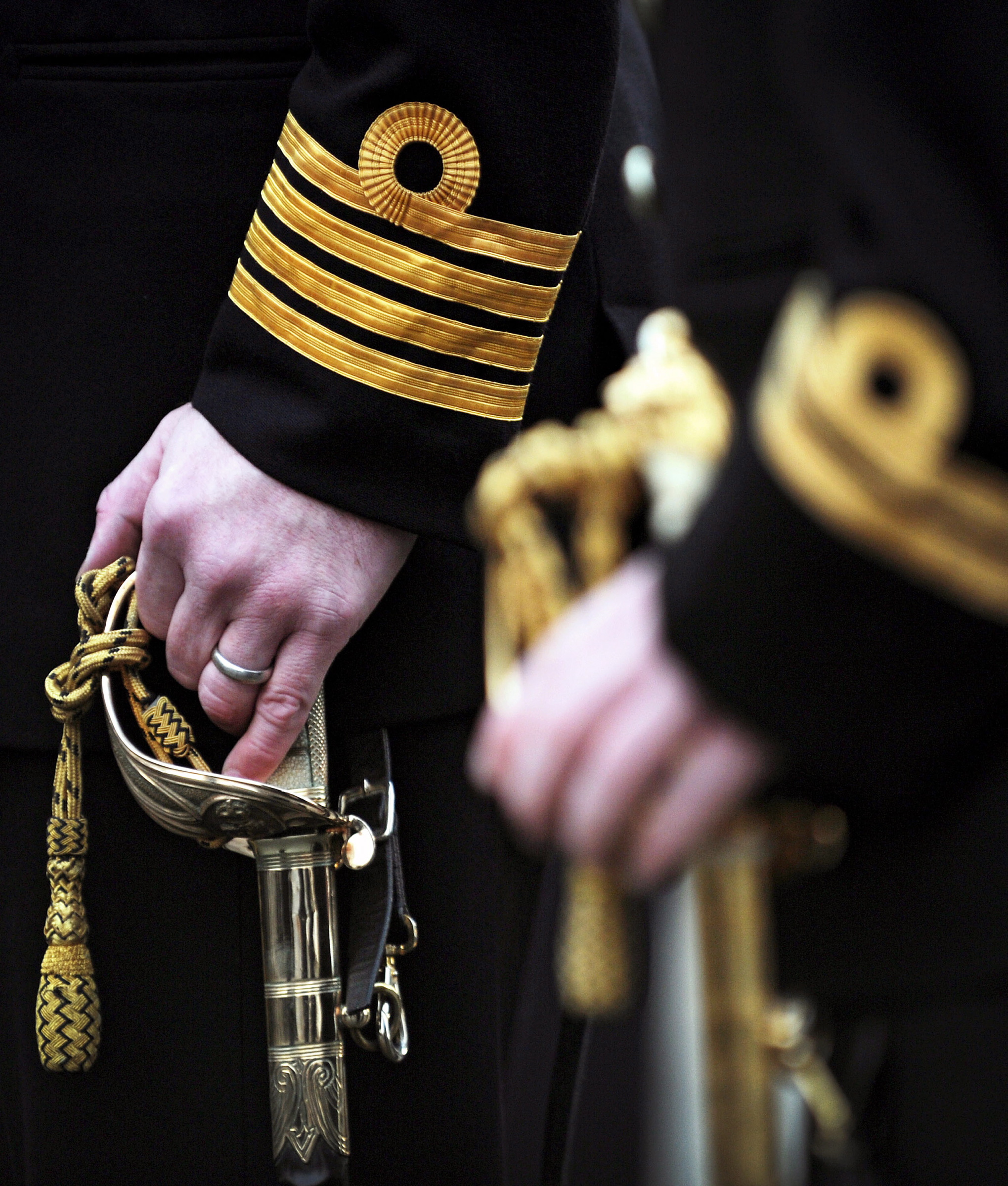
英國皇家海军的海军上校軍階徽章，2013年1月攝影於克莱德皇家海军基地

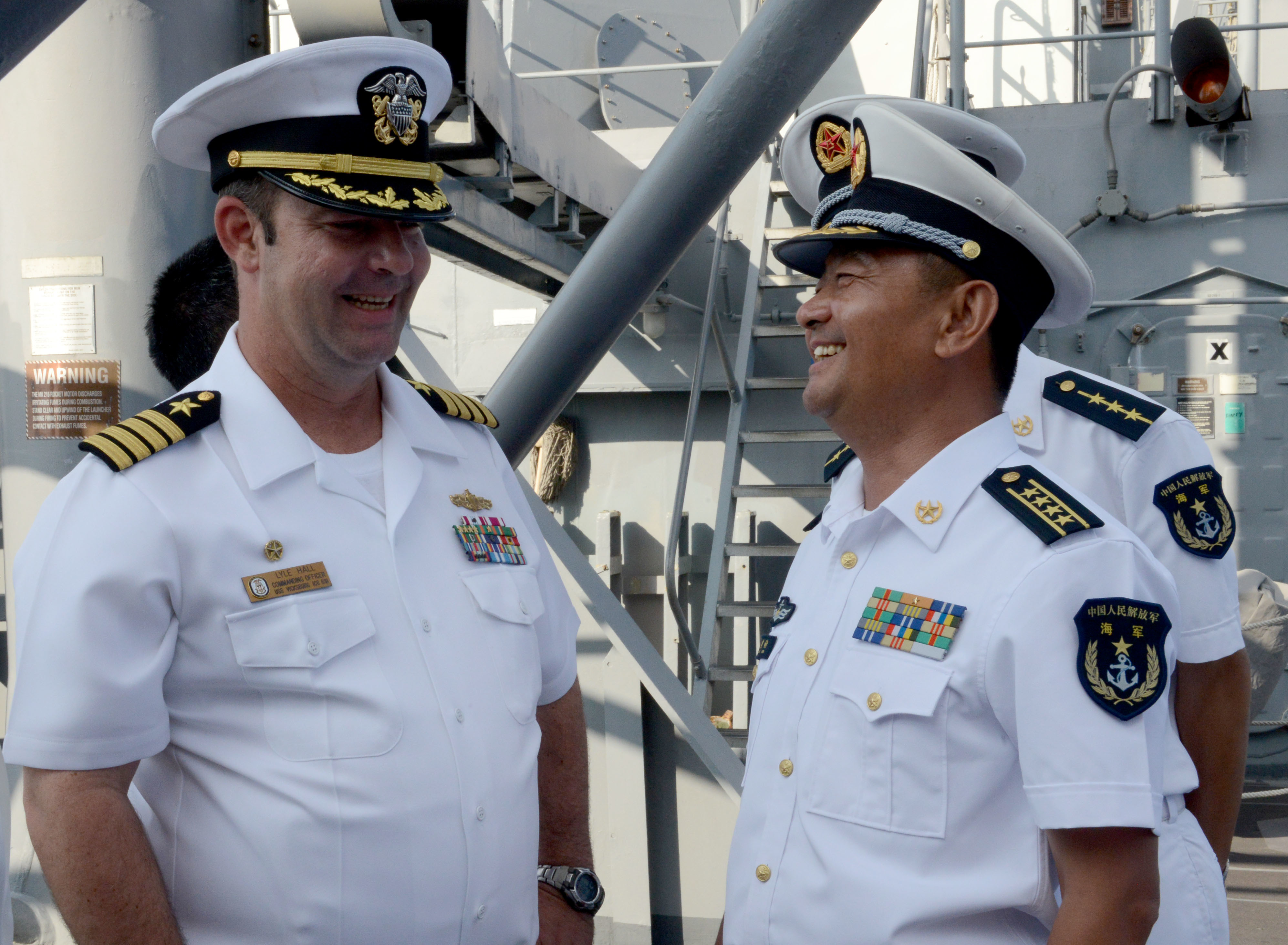
来自不同国家的舰长。左：美国海军上校Lyle Hall；右：中华人民共和国海军152编队指挥员王建勋大校（副军职）。

海軍上校是海军中的軍官官階名稱，相當於最大艦艇（通常为上校驱逐舰舰长）的主官，但不一定是擔任艦長，亦可能是艦載機等海軍航空兵部隊、陸岸部隊的指揮官，或高層指揮機構的參謀。其軍階等于陆军上校或空軍上校 。 
世界范围内的同等軍階包括“captain“（英語圈國家）“ship-of-the-line captain“（例如，  法国，阿根廷，西班牙），“ captain of sea and war ”（例如  葡萄牙），“ captain at sea ”（例如  德国，荷兰），俄羅斯的海軍上校字面直譯為一等海校（капитан 1-го ранга；Captain 1st rank）日本海上自衛隊稱上校為一等海佐。 
北约軍階代码是OF-5，尽管美国使用代码O-6作为同等軍階 （对所有OF-5官階）。

## 礼仪
英語中的海軍上校軍階，與艦長此一軍職名稱使用同個單字「Captain」。任何一艘船的主官都会定為海军的“舰长”，无论此人的实际軍階是否為上校皆然，儘管軍階低于上校的军官（如中校）會採用與「Captain」不相同的職稱「Commanding Officer」（指揮官）。 若一名海軍上校登上其他艦長指揮的艦艇，应按其軍階和名称（例如“史密斯上校”）进行处理，但不应将其称为“舰长”以避免与該艦的主官混淆。 海军军衔不应与陸軍，空军或海军陆战队上尉混淆，后者都具有OF-2的北约代码。 

## 各国海军上校
以下文章涉及在各国海军中使用的海军上校軍階。 
- Captain (加拿大)
- Captain (英国)
- Captain (美国)
- Capitaine de vaisseau (法国)
- Kapitän zur See (德国)
- Kapitan of the 1st rank (Капитан первого ранга) (俄罗斯)
- Kapitan of the 1st rank  (Капітан першого рангу) (乌克兰)
- 海军上校/海軍上校  (在中国人民解放军海军中为区别于“海军大校”一级，英文翻译为“Commander”；在中华民国海军中则翻译为“Captain”) (中华人民共和国/中华民国)
- Đại tá Hải quân (海军大佐）  (在越南人民军海军中为区别于“海军大校”一级，英文翻译为“Commander”；在越南共和国海军中则翻译为“Captain”) (越南/南越)
- 해군대좌/대령 (海军大佐/大领）  (在朝鲜人民军海军中为区别于“海军大校”一级，英文翻译为“Commander”；在大韩民国海军中则翻译为“Captain”) (朝鲜/韩国)

加拿大皇家海军上校军衔
埃及海军上校军衔
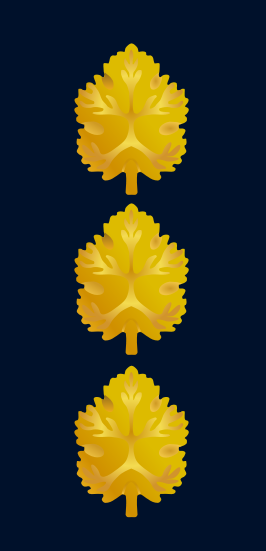
以色列海军上校军衔
希腊海军上校军衔
波兰海军上校军衔
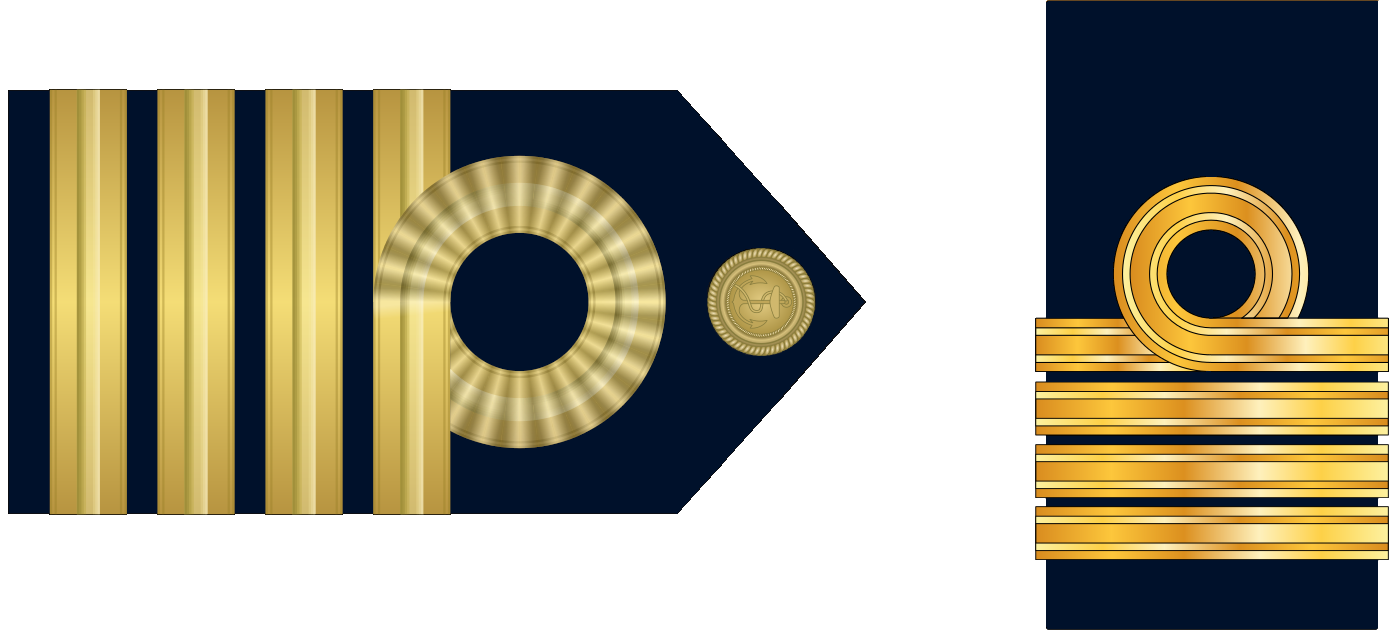
阿根廷海军上校军衔
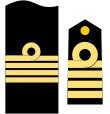
西班牙海军上校军衔
美国海军上校军衔
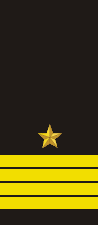
德国海军上校军衔
荷兰皇家海军上校军衔
法国海军上校军衔
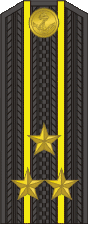
俄罗斯海军上校军衔
日本海上自衛隊一等海佐（上校）階級章
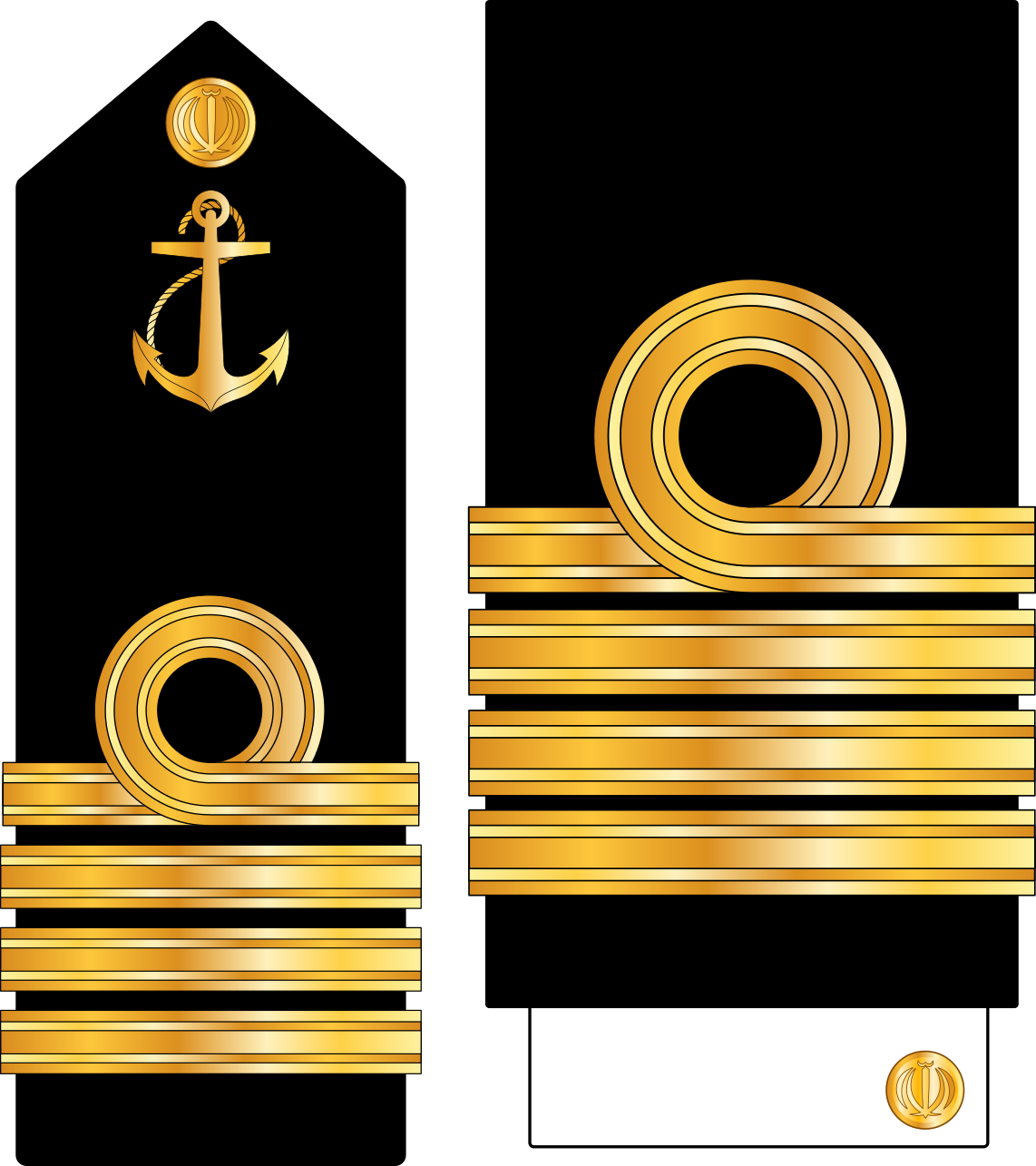
伊朗海军上校军衔
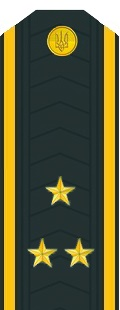
乌克兰海军上校军衔(1995-2016)
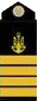
乌克兰海军上校军衔（从2016始）
中国人民解放军海军1955式军衔海军上校上校
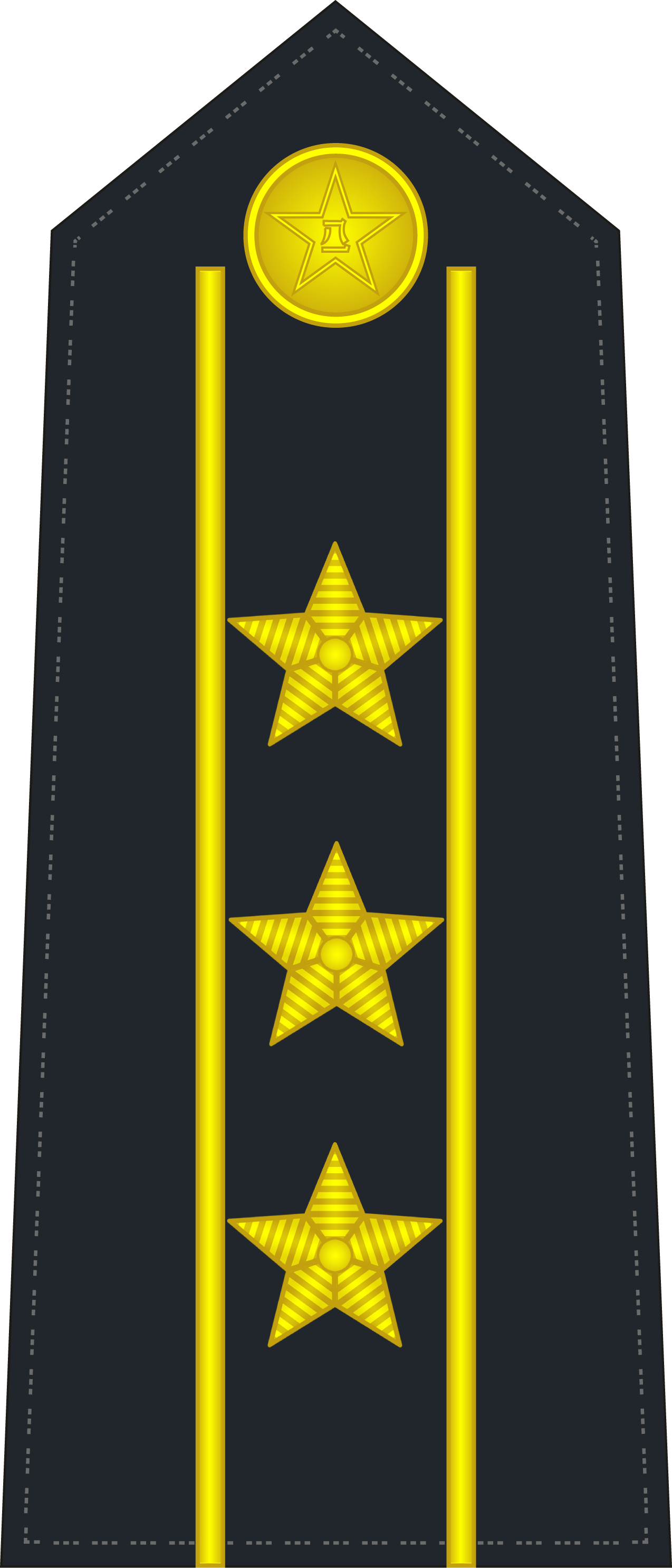
现行中国人民解放军海军07式上校海军上校
中華民國海軍上校